# 费德里科·查韦斯
费德里科·查韦斯（西班牙語：Federico Chaves，1882年2月15日—1978年4月24日），巴拉圭红党成员，巴拉圭第40任总统。

## 生平
查韦斯于1882年2月15日出生在巴拉瓜里。他的父母是来自巴拉圭的葡萄牙人费德里科·查韦斯和他的瓜拉尼妻子菲利西娅·卡雷亚加。
查韦斯于1905年毕业于国立亚松森大学法学系。此后，他长期作为红党领袖活跃于巴拉圭政坛。1946年查韦斯被任命为最高法院的大法官，1947年又改任外交部长。1949年开始任巴拉圭总统，直到1954年遭遇斯特罗斯纳军队的政变并被推翻。
1978年4月24日，查韦斯在亚松森去世。在死后查韦斯享受了国葬。